# 绍尔海姆
绍尔海姆是德国莱茵兰-普法尔茨州的一个市镇。总面积18.94平方公里，总人口7229人，其中男性3596人，女性3633人（2011年12月31日），人口密度382人/平方公里。